# Pawłowice (województwo dolnośląskie)
Pawłowice – wieś w Polsce położona w województwie dolnośląskim, w powiecie ząbkowickim, w gminie Ząbkowice Śląskie.

## Podział administracyjny
W latach 1975–1998 miejscowość położona była w województwie wałbrzyskim.